# Erich Lorenz
Erich Lorenz (Wattenscheid, 31 augustus 1905 - Bochum, 10 december 1984) was een Duitse officier en Oberst der Reserve tijdens de Tweede Wereldoorlog. Hij voerde het commando over de Infanteriedivisie Potsdam aan het einde van de Tweede Wereldoorlog.
Lorenz was een van de 631 ontvangers van de Nahkampfspange in goud, een zeer schaarse onderscheiding uit nazi-Duitsland.

## Leven
Op 31 augustus 1905 werd Erich Lorenz geboren in Wattenscheid.
Hij trad op 1 december 1926 in dienst van de Reichswehr. Hij werd geplaatst bij het Infanterie-Regiment 12  (12e Infanterieregiment). Na 12 dienstjaren nam Lorenz in 1938 ontslag uit de actieve dienst. En werd geplaatst als Oberfeldwebel in de militaire reserve.

### Tweede Wereldoorlog
In 1939, al een jaar later, werd Lorenz gereactiveerd, en als officierskandidaat kreeg hij training voor Zugführer (pelotonscommandant). Daarna werd hij geplaatst bij het Infanterie-regiment 287  (287e Infanterieregiment) van de 96. Infanterie-Division  (96e Infanteriedivisie). De divisie werd toegewezen aan de XXXXIII. Armee-Korps  (43e Legerkorps) tijdens de slag om Frankrijk, Lorenz stond aan het hoofd van zijn peloton in Laon, tijdens de oversteek over de Aisne, en Vailly en aan de oevers van de Marne.
Vanaf juni 1941 was hij als Oberleutnant en compagniecommandant in de gevechten in het Oosten. Hij werd veelvoudig onderscheiden als chef van de 10e compagnie bij Leningrad. Lorenz vocht bij Düna, Wilna en Tosno, voordat hij oprukte naar de buitenwijken van Leningrad. Tijdens deze gevechten werd hij onderscheiden met beide klassen van het IJzeren Kruis 1939, evenals het Storminsigne van de Infanterie. Op 5 september 1942 werd Lorenz mit der Führung beauftragt (vrije vertaling: met het leiderschap belast) over het 1e bataljon. Op 1 maart 1943 werd hij bevorderd tot Major der Reserve en werd tot commandant benoemd van het 1e bataljon. Op 14 november 1943 werd Lorenz onderscheiden met het Ridderkruis van het IJzeren Kruis.
Begin 1944 nam Lorenz als Oberstleutnant der Reserve en commandant het Grenadier-Regiment 287 over. In maart 1944 won hij een belangrijke nachtaanval in het gebied rond Kamjanets-Podilsky. Daarvoor werd hij op 4 mei 1944 onderscheiden met het Eikenloof bij zijn Ridderkruis van het IJzeren Kruis. Op 1 oktober 1944 werd hij bevorderd tot Oberst der Reserve. Hierna werd hij op 11 februari 1945 geplaatst in het Führerreserve (OKH). Aansluitend werd Lorenz naar een leergang voor divisiecommandanten gecommandeerd. Op 15 maart 1945 werd hij mit der Führung beauftragt en met de opstelling van de restanten van het vernietigde 85e Infanteriedivisie belast. Deze divisie werd aansluitend hernoemd in de Infanteriedivisie Potsdam.
Eind april 1945 raakte Lorenz in Amerikaans krijgsgevangenschap. In april 1947 werd hij weer vrijgelaten.

## Na de oorlog
Vanaf 1966 tot 1974 was Lorenz werkzaam als belastingconsulent. Hij was voorzitter van de veteranenvereniging van de 96. Infanterie-Division  (96e Infanteriedivisie). Over het verdere verloop van zijn leven is niks bekend.
Op 10 december 1984 overleed hij in Bochum.

## Militaire carrière
- Oberst der Reserve: 1 oktober 1944[5][6]
- Oberstleutnant der Reserve: 1 maart 1944[6]
- Major der Reserve: 1 maart 1943[5] (RDA van 1 april 1942)[6]
- Hauptmann: 1 augustus 1942[6]
- Oberleutnant: 1 augustus 1940[6]
- Leutnantder Reserve: 1 april 1940[5][7](RDA van 1 augustus 1932)[6]
- Oberfeldwebel der Reserve: 1938[5][6][7]
- Unteroffiziersanwärter: 1 december 1926[6]

## Onderscheidingen
- Ridderkruis van het IJzeren Kruis met Eikenloof (nr.476) op 4 mei 1944 als Oberstleutnant der Reserve en Führer (mit der Führung beauftragt) van het Grenadier-Regimentes 287 / 96. Infanterie-Division / 4. Panzerarmee / Heeresgruppe Nordukraine[6][8][9][10]
- Ridderkruis van het IJzeren Kruis (nr.2326) op 14 november 1943 als Major der Reserve en Commandant van het I. Bataillons/Grenadier-Regiment 287 (96. Infanterie-Division (Wehrmacht)|96. Infanterie-Division)/ 18. Armee / Heeresgruppe Nord[6][8][9][10]
- IJzeren Kruis 1939, 1e Klasse (26 september 1941[6][8][9]) en 2e Klasse (25 augustus 1941[6][8][9])
- Nahkampfspange
  - Goud op 12 maart 1945 als Oberst der Reserve en Commandant van het Grenadier-Regiment 287 / Divisionsführer-Lehrgang[6][8][9]
  - Zilver op 1 mei 1944 als Oberstleutnant der Reserve en Führer van het Grenadier-Regimentes 287 / 96. Infanterie-Division / 4. Panzerarmee / Heeresgruppe Nordukraine[6][8]
  - Brons op 28 augustus 1943[6]
- Medaille Winterschlacht im Osten 1941/42[8][9] op 31 augustus 1942[6]
- Gewondeninsigne 1939 in zwart (8 november 1941[6]), zilver (8 juli 1943[6]) en goud[8][9] (18 juli 1944[6])
- Dienstonderscheiding van Leger en Marine, 2e Klasse (25 dienstjaren)[9]
- Storminsigne van de Infanterie in zilver[8] op 22 oktober 1941[6]
- Sonderabzeichen für das Niederkämpfen von Panzerkampfwagen durch Einzelkämpfer in zilver (2)[8][9] op 24 februari 1943[6] en 29 maart 1944[6]
- Rijksinsigne voor Sport in goud[8]
- Opmerking: Lorenz was voor Zwaarden bij het Ridderkruis van het IJzeren Kruis voorgedragen en goedgekeurd, maar gezien het verloop van de oorlog is het niet tot een uitreiking meer gekomen[4][11].